# Файнберг, Юрий Вульфович
Ю́рий Ву́льфович Фа́йнберг (16 февраля 1937, Минск — 17 июля 2010, Минск)  — советский белорусский шашист. Чемпион БССР по русским шашкам (1963) и по шашкам-100 (1964, 1968, 1976), бронзовый призер спартакиады Профсоюзов СССР (1965) в команде БССР (Плаксин, Файнберг, Соркина, Шавель), бронзовый призер первенства СССР (1977, 1988) в команде БССР, бронзовый призер ЦС «Зенит» СССР (1977) в команде БССР, победитель первенства СССР среди коллективов физкультуры в составе команды ПО «Горизонт» (Минск, 1965). Председатель Белорусской федерации шашек (1960-70-е гг.).
Мастер спорта СССР (1961).